# المؤيد بحكم الله الآغا
المؤيد بحكم الله خليل الآغا هو أحد استشهاديين مجموعات صقور فتح في قطاع غزة من مدينة خان يونس قُتل في عملية براكين الغضب في معبر رفح.